# Daniel Mulumba
Daniel Mulumba (ur. 26 sierpnia 1962, zm. 1 maja 2012) – ugandyjski pływak, uczestnik Letnich Igrzysk Olimpijskich 1984.
Startował jedynie w wyścigu na 100 metrów stylem dowolnym. Uzyskał czas 1:07,86 i nie awansował do następnej fazy eliminacji.